# Дворец Фридрихсфельде
Дворец Фридрихсфе́льде (нем. Schloss Friedrichsfelde) расположен в одноименном районе берлинского округа Лихтенберг и является одним из примеров архитектуры раннего классицизма в Германии. Истории Фридрихсфельде и его дворца посвящена отдельная глава четвёртого тома «Странствий по марке Бранденбург» немецкого писателя и поэта Теодора Фонтане. Дворец Фридрихсфельде, дворцовый парк и родовое кладбище их бывших владельцев фон Тресков являются охраняемыми историческими памятниками Берлина.

## История

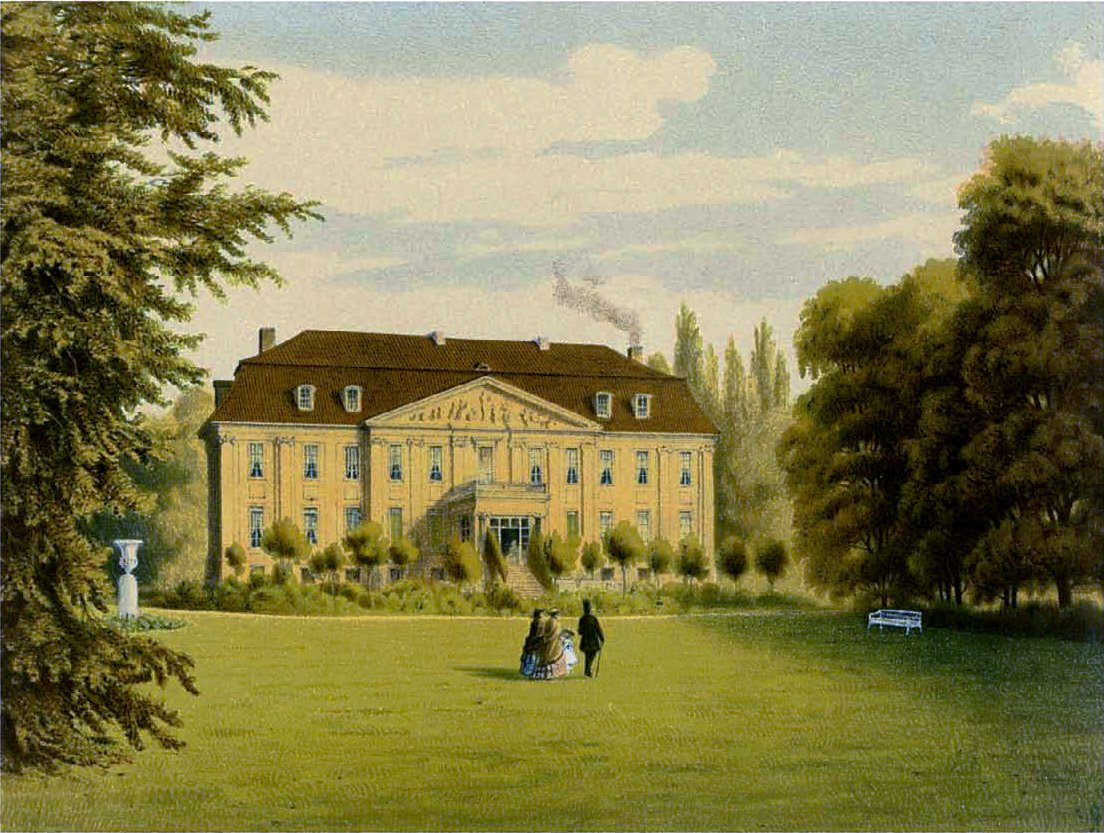
Дворец Фридрихсфельде
(вторая половина XIX века)

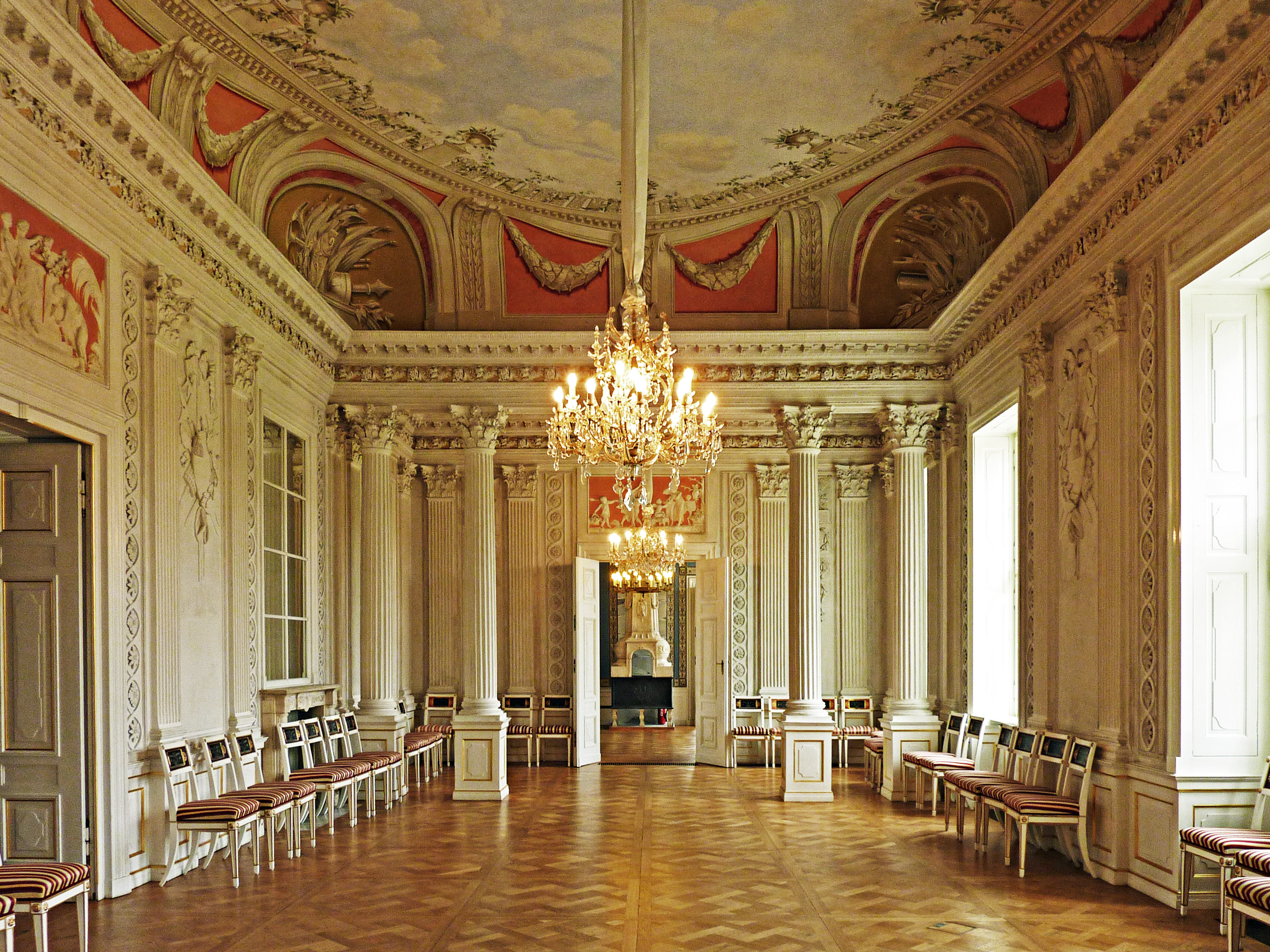
Парадный зал дворца

Местность, где ныне стоит дворец Фридрихсфельде, была впервые упомянута 2 апреля 1265 года как Розенфельде (нем. Rosenfelde) и долгие годы являлась деревней у восточной окраины Берлина. Новый поворот в её судьбе обозначил 1685 год, когда выходец из Голландии, морской министр Бранденбурга (а по совместительству пират и организатор работорговли) Беньямин Рауле — новый владелец этих земель, за три года до того подаренных ему курфюрстом Бранденбурга Фридрихом Вильгельмом I — поручил архитектору Иоганну Арнольду Нерингу построить здесь первый дворец. Небольшое двухэтажное здание в голландском стиле, расположенное в центре заложенного в те же годы парка, поначалу служило для развлечений посещавшей его бранденбургской знати и не предназначалось для постоянного проживания в нём.
После того, как Рауле попал в немилость и оказался в заключении в цитадели Шпандау, Розенфельде вместе с дворцом перешло в собственность курфюрста Фридриха III и 25 января 1699 года было переименовано в его честь во Фридрихсфельде. Сын последнего, прусский король Фридрих Вильгельм I, вскоре после своего восшествия на престол подарил дворец с прилегавшими к нему землями своему дяде — прусскому принцу и военачальнику Альбрехту Фридриху Бранденбург-Шведтскому, по поручению которого в 1719 году архитектор Мартин Генрих Бёме (нем. Martin Heinrich Böhme) перестроил и увеличил дворец, добавив к пяти уже существующим несущим колоннам ещё шесть, а также украсив крышу здания восемью скульптурами известного немецкого мастера барокко Бальтазара Пермозера, что позволило принцу жить с тех пор во дворце, ставшем его резиденцией вплоть до самой его смерти в 1731 году. После этого имение перешло к его сыну Карлу, который уделял особое внимание внутреннему убранству дворца, украсив его многочисленными картинами, рельефами и фризами. Наметившемуся подъёму Фридрихсфельде был нанесён серьёзный удар во времена Семилетней войны, когда квартировавшие там русские войска при своём отходе полностью разграбили дворец и сделали практически нежилым. При его следующем владельце — младшем брате Фридриха Великого, принце Августе Фердинанде — Фридрихсфельде достигло своего наибольшего расцвета, став одной из королевских резиденций прусского двора. Во дворце родились и несколько его детей, в том числе будущие военачальники и участники наполеоновских войн Луи Фердинанд и Август.
В 1785 году имение купил и жил там наездами курляндский герцог Пётр Бирон с супругой Доротеей, при котором часть внутренних помещений дворца была перестроена в стиле классицизм. Следующей известной владелицей Фридрихсфельде стала принцесса Екатерина Гольштейн-Бекская, жившая в нём с 1800 по 1811 год и распорядившаяся перестроить фасады в том же, господствовавшем тогда, архитектурном стиле. Среди гостей, которых она принимала у себя во дворце, были прусский король Фридрих Вильгельм III, его супруга Луиза, а также российский император Александр I. Последующие визиты были менее желанными: в октябре 1806 года Фридрихсфельде ненадолго был штаб-квартирой французских войск во главе с маршалом Даву, там же устроил парад своих войск Наполеон. После кончины принцессы имение, которое унаследовали её дети Иван Барятинский и Анна (в замужестве Толста́я), стало временной «резиденцией» содержавшегося там под арестом короля Саксонии Фридриха Августа I.
В 1816 году дворец и прилегающие к нему земли перешли и почти 130 лет оставались в собственности рода фон Тресков, которые не только организовали на них современное по тем временам сельскохозяйственное производство, но и немало сделали для сохранения и улучшения интерьера самого здания. Последний владелец из их числа — Сигизмунд фон Тресков — в мае 1945 года с одним чемоданом в руках был выставлен представителями Красной Армии из конфискованного ими дворца, который перешёл в ведение Комитета по делам искусств и — поскольку во время авианалётов и боёв за город практически не пострадал — использовался для временного складирования и подготовки к отправке в СССР в качестве репараций произведений искусства из берлинских музеев. Вместе с ними в Москву была переправлена и практически вся внутренняя обстановка дворца: более тысячи книг из семейной библиотеки, 27 полотен различных мастеров живописи (в том числе четыре картины Карла Шинкеля), гравюры, мебель, посуда, серебро. В последующие месяцы и годы дворец был местом пристанища для немецких беженцев, летним лагерем, домом отдыха строителей, а затем зданием управления восточноберлинского зоопарка, открытого в 1955 году на месте бывшего имения Фридрихсфельде. Здание, в котором прямо на паркетных полах стояли клетки с тиграми, львами и обезьянами, ждавшими переселения в строившиеся для них помещения, всё больше и больше приходило в запустение, а из-за опасности обрушения даже пришлось снять его крышу.
Всё это привело к тому, что в середине 60-х годов власти города постановили полностью снести разрушавшееся строение, чему, однако, воспротивился директор зоопарка Генрих Дате, добившийся отмены этого решения. Работы по восстановлению дворца из-за нехватки средств длились вплоть до 1981 года, когда он снова — теперь уже в качестве музея — смог открыть двери перед своими посетителями. Несколько лет дворец находился под управлением фонда городских музеев Берлина (нем. Stiftung Stadtmuseum Berlin), а с 2009 года был вновь передан зоопарку Фридрихсфельде, причём опеку над ним, включая содержание и прочие организационные вопросы, приняло на себя общество содействия берлинским зоопаркам (нем. Förderverein von Tierpark Berlin und Zoo Berlin e.V.).

## Архитектура и интерьер дворца

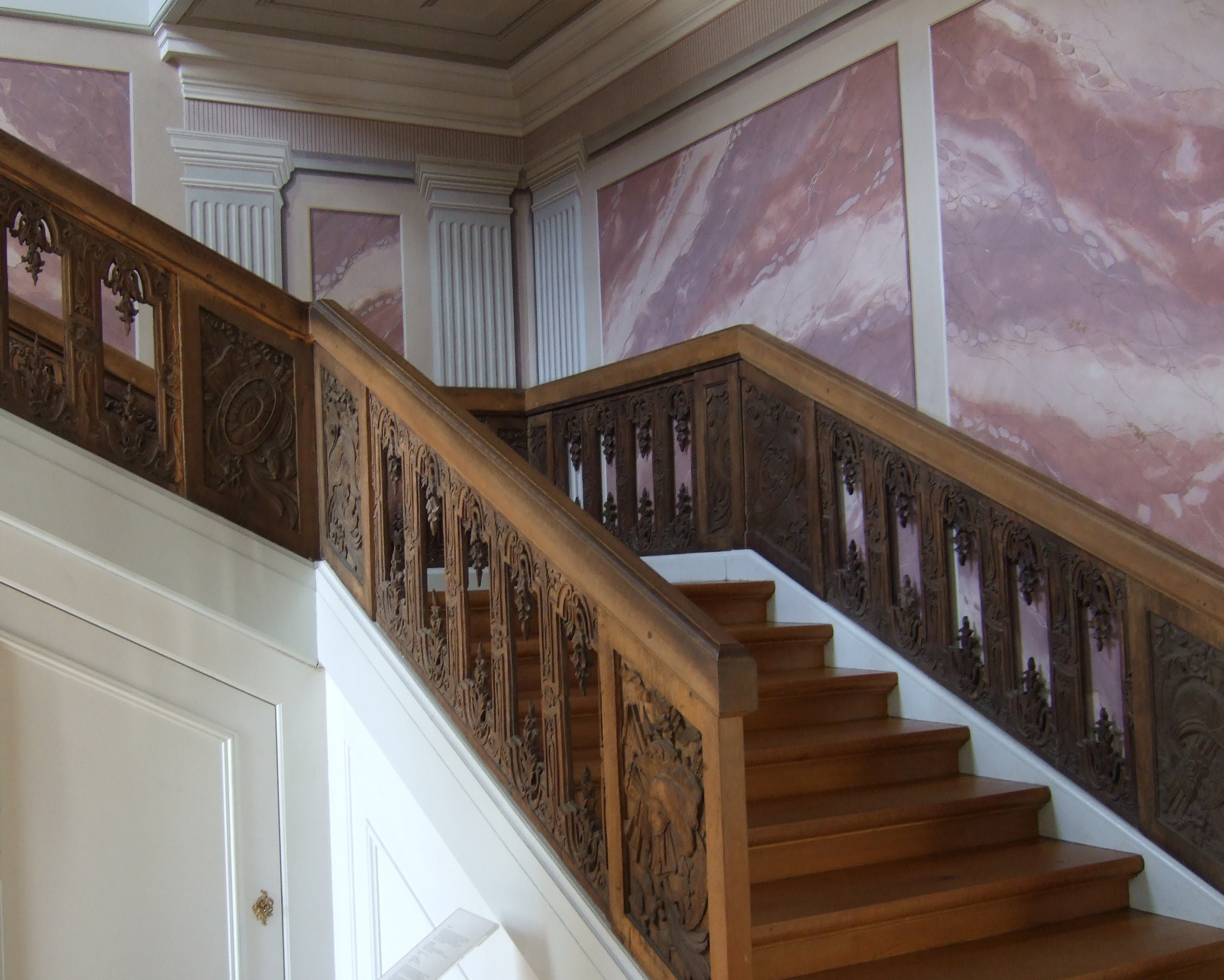
Лестница

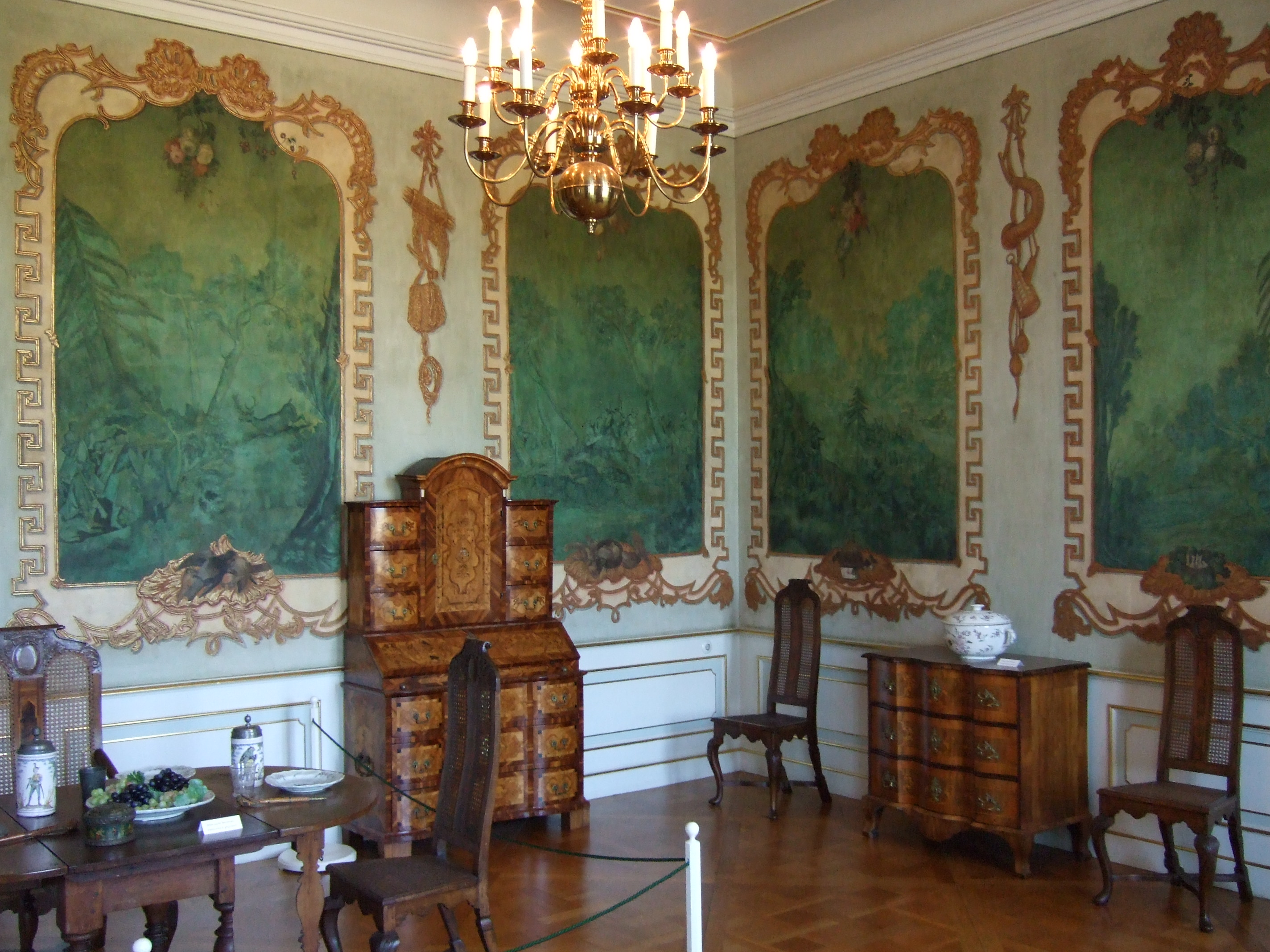
Охотничья комната

Дворец представляет собою двухэтажное прямоугольное, размером примерно 40 на 14 метров, строение, выполненное в стиле раннего классицизма. Здание имеет по одному входу с северной и южной сторон и включает в себя следующие основные помещения:
- фойе
- музыкальная комната (нем. Musikzimmer)
- садовый зал (нем. Gartensaal)
- мужская (или охотничья) комната (нем. Herrenzimmer, Jagdzimmer)
- дамский салон (нем. Damensalon)
- угловой кабинет (нем. Eckkabinett)
- голубая комната (нем. Blaues Zimmer)
- парадный зал (нем. Festsaal)
- зелёная комната (нем. Grünes Zimmer).

Особое внимание привлекает ведущая на второй этаж резная дубовая лестница, которая сохранилась с первой половины XVIII века. При восстановлении практически утраченного покрытия стен было решено ориентироваться на обстановку времён принцессы Екатерины, для чего использовались оригинальные обои и обивки из других немецких дворцов.
Из оригинального убранства дворца после конфискации и разграбления 1945 года чудом сохранились всего лишь два предмета: шкаф и подсвечник конца XIX века, почему-то выброшенный тогда из окна. Нынешний интерьер составляют музыкальные инструменты, предметы мебели и искусства из различных эпох, начиная с XVII века и заканчивая работами современных мастеров.

## Парк Фридрихсфельде

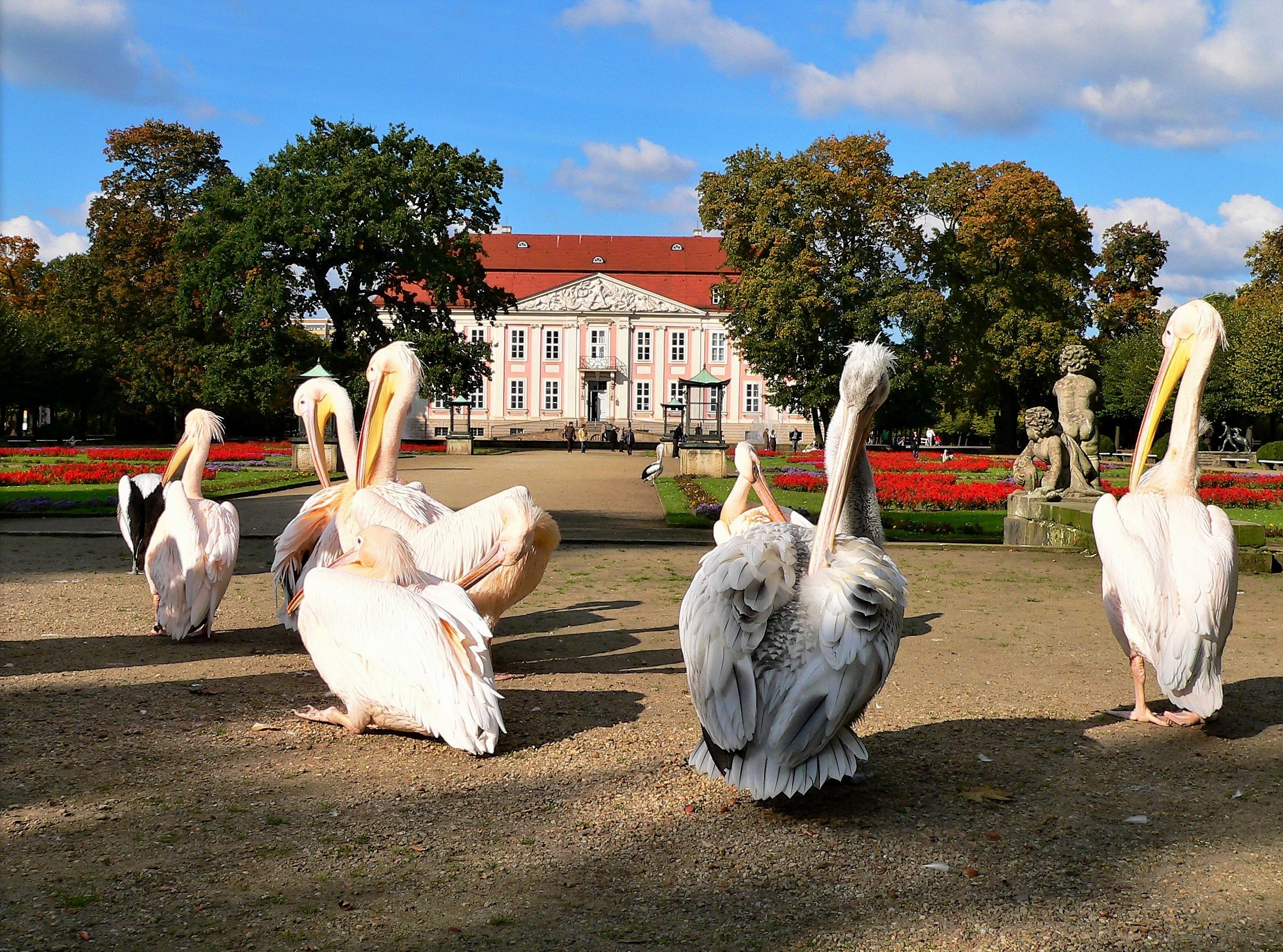
Пеликаны в парке Фридрихсфельде

Закладка парка Фридрихсфельде была выполнена по планам архитектора Неринга в 1686 году в стиле голландского сада с каналами, многочисленными мраморными скамьями, садовыми и тропическими деревьями, розами и экзотическими цветами. На территории парка находились оранжерея, различные павильоны и прочие постройки. После этого он несколько раз перестраивался и стал самым большим парком восточнее Берлина при принце Августе Фердинанде, распорядившемся, кроме того, построить в его пределах так называемые кавалерские дома (нем. Kavalierhäuser), а также здания для охраны и кухни (последнее, кстати, дошло до наших дней и располагается у северного входа в зоопарк). В 1821 году первый владелец Фридрихсфельде из рода фон Тресков поручил известному садовому художнику Петеру Ленне преобразование дворцового парка в ландшафтный с сохранением элементов регулярного стиля, просматривающегося и в наши дни. Одновременно с этим в его южной части было заложено дошедшее до наших дней захоронение рода фон Тресков, где в последующие годы нашли своё последнее пристанище 23 его представителя.
В послевоенные годы оставшийся по сути бесхозным парк, занимавший тогда площадь в 60 гектаров, использовался берлинцами под огороды, деревья служили для растопки печей, по его территории свободно разгуливали кошки, собаки и куры, а некогда выставленные там скульптуры Бальтазара Пермозера, снятые с крыши дворца при его реконструкции 1800 года, бесследно исчезли, уступив место спортивным площадкам и футбольному полю. Тогда же был снесён готический дом, простоявший в парке полтора столетия, а его материалы пошли на перестройку дворца под дом отдыха. Новую концепцию использования фактически заново родившийся парк Фридрихсфельде получил лишь с организацией на его месте восточноберлинского зоопарка. Сохранивший свою планировку, которой уже почти 200 лет, и украшенный многочисленными скульптурами, теперь он стал неотъемлемой частью самого большого ландшафтного парка животных в Европе.

## Современное использование
В настоящее время дворец Фридрихсфельде ежедневно открыт для свободного доступа всем посетителям одноимённого зоопарка. В нём регулярно организуются вечера классической музыки, экскурсии по его помещениям и выставки, посвященные истории этого места, проводятся официальные и праздничные бракосочетания, а особой популярностью пользуются ежегодные костюмированные празднества, собирающие более 20 тысяч зрителей.